# Atelerix
Az Atelerix az emlősök (Mammalia) osztályának Eulipotyphla rendjébe, ezen belül a sünfélék (Erinaceidae) családjába és a tüskés sünök (Erinaceinae) alcsaládjába tartozó nem.

## Előfordulásuk
Az Atelerix-fajok előfordulási területe Afrikában van. Korábban az Erinaceus nembe voltak besorolva.

## Rendszerezés
A nembe az alábbi 4 faj tartozik:
- fehérhasú sün (Atelerix albiventris) (Wagner, 1841) - típusfaj
- mediterrán sün (Atelerix algirus) (Lereboullet, 1842)
- fokföldi sün (Atelerix frontalis) (A. Smith, 1831)
- szomáli sün (Atelerix sclateri) Anderson, 1895